# Płomień

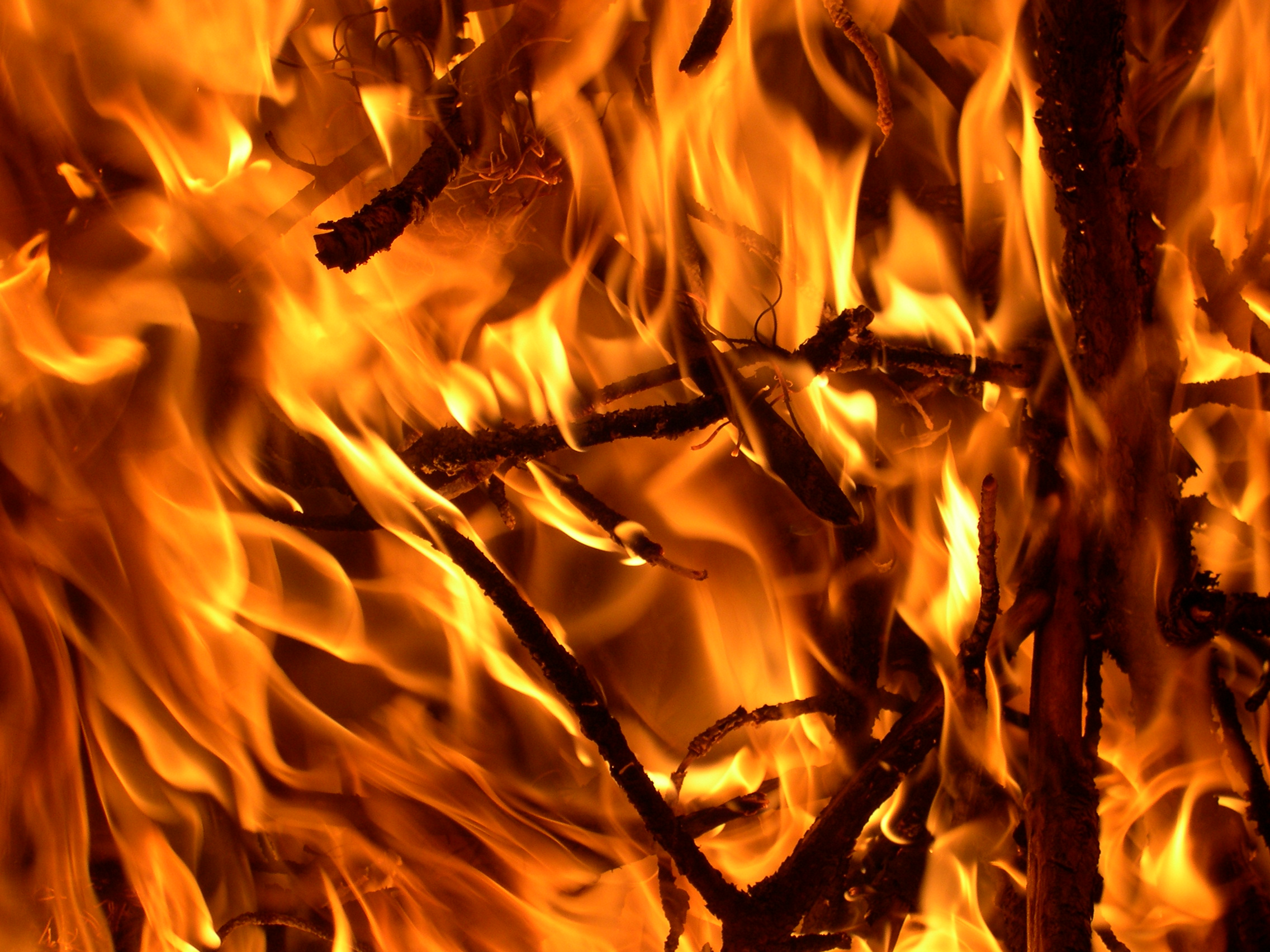
Płomienie w ognisku

Płomień – zjawisko spalania gazu, w którym zachodzą reakcje rozkładu i spalania. Paliwem w płomieniu jest zawsze gaz. Płomień nad cieczą występuje wskutek parowania tej cieczy, zaś płomień nad palącym się ciałem stałym świadczy o wydzielaniu się palnego gazu wskutek rozkładu paliwa (piroliza).
Spalanie węglowodorów np. w płomieniu świecy czy zapalniczki, może zachodzić w czystej fazie gazowej – płomień niebieski – lub z redukcją paliwa do drobin sadzy – płomień biało-żółto-pomarańczowy. W przebiegu spalania można wyróżnić różne strefy:
• strefa rozkładuNastępuje w niej spalanie części paliwa do tlenku i dwutlenku węgla. W powstałej wysokiej temperaturze następuje termiczny rozkład węglowodorów w reakcjach podobnych do krakingu. Powstają mniejsze cząsteczki (metan, etan), ich rodniki i wodór. Na załączonym zdjęciu świecy jest to jasnoniebieska warstwa w dolnej części płomienia. Na zdjęciu płomienia palnika przy dostatecznej ilości powietrza (z prawej strony środkowego zdjęcia w galerii) jest to jasnoniebieski stożek wewnętrzny. Jasnoniebieska barwa pochodzi od wolnych rodników niskocząsteczkowych węglowodorów. Tutaj temperatura osiąga 800 °C. Warstwy tej praktycznie nie widać na załączonym zdjęciu płomienia palnika z brakiem powietrza wstępnego (lewy płomień).
• strefa powstawania sadzyPrzy braku odpowiedniej ilości tlenu paliwo ulega dalszemu rozkładowi aż do powstania drobin węgla (sadzy). Jest to wewnętrzna, ciemniejsza część płomienia świecy, wokół knota, i wewnętrzna część płomienia palnika bez domieszania powietrza. Przezroczystość gazu maleje w miarę wzrostu zawartości sadzy. W palniku, w którym występuje wcześniejsze zmieszanie paliwa z odpowiednią ilością powietrza, wytrącanie sadzy nie występuje (prawy płomień na zdjęciu).
• strefa spalania wytrąconej sadzyPowietrze dopływające z zewnątrz powoduje spalenie sadzy. Jest to najsilniej świecąca warstwa (to od niej pochodzi żółte światło świecy). Jej barwa jest barwą ciała doskonale czarnego i bezpośrednio zależy od temperatury. Z powodu wytrąconej sadzy jest to strefa nieprzezroczysta. W strefie tej nadal występuje nadmiar paliwa w stosunku do powietrza i jednocześnie panuje wysoka temperatura 900–1000 °C. Dlatego substancje, które się tu znajdą, są silnie redukowane. Z tego względu strefę tę nazywa się płomieniem redukującym. Przy wystarczającym dopływie tlenu z zewnątrz węgiel ulega całkowitemu spaleniu. Wtedy brzeg płomienia jest jasny i wyraźny, jak na załączonym zdjęciu świecy, i może mieć własności utleniające. Jednak jeżeli temperatura płomienia zdąży opaść zanim zmiesza się on z zewnętrznym powietrzem, to płomień ma ciemną barwę i kopci niespaloną sadzą. Jest tak, gdy paliwo nie było wstępnie zmieszane z powietrzem, a płomień ma duże rozmiary, przez co dyfuzja tlenu w głąb nie odgrywa wystarczającej roli.
• strefa spalania gazowegoTa strefa występuje w płomieniu, w którym nie wystąpiło wytrącanie sadzy. W tym znajdującym się na zewnątrz płomienia stożku świecącym słabym fioletowym światłem zachodzi całkowite spalanie gazów powstałych w strefie rozkładu. Barwa pochodzi od spalającego się tlenku węgla i wodoru. W wyniku intensywnego wydzielania się energii strefa ta odznacza się najwyższą temperaturą, do 1400 °C. Panuje w niej pełny dostatek tlenu i z powodu wysokiej temperatury substancje, które znajdą się w tym stożku są utleniane – stąd jego nazwa – płomień utleniający.

## Galeria

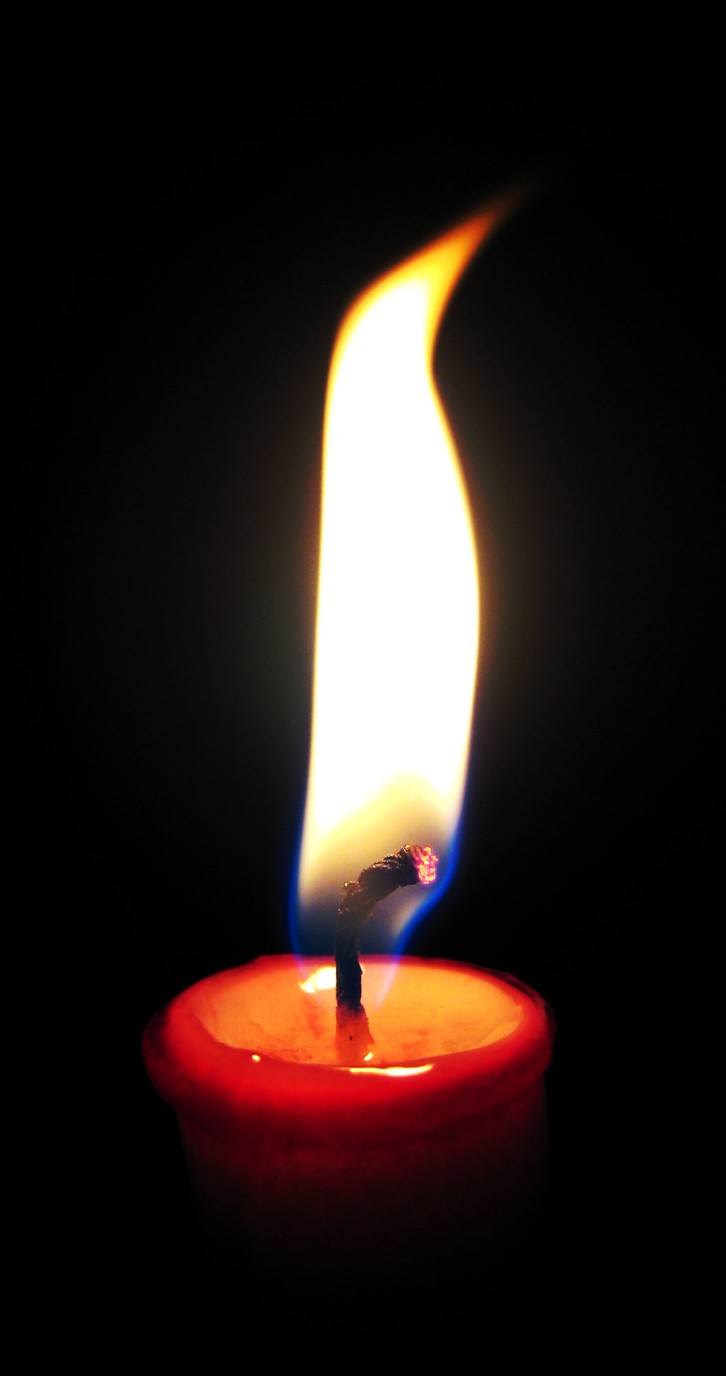
Płomień świecy
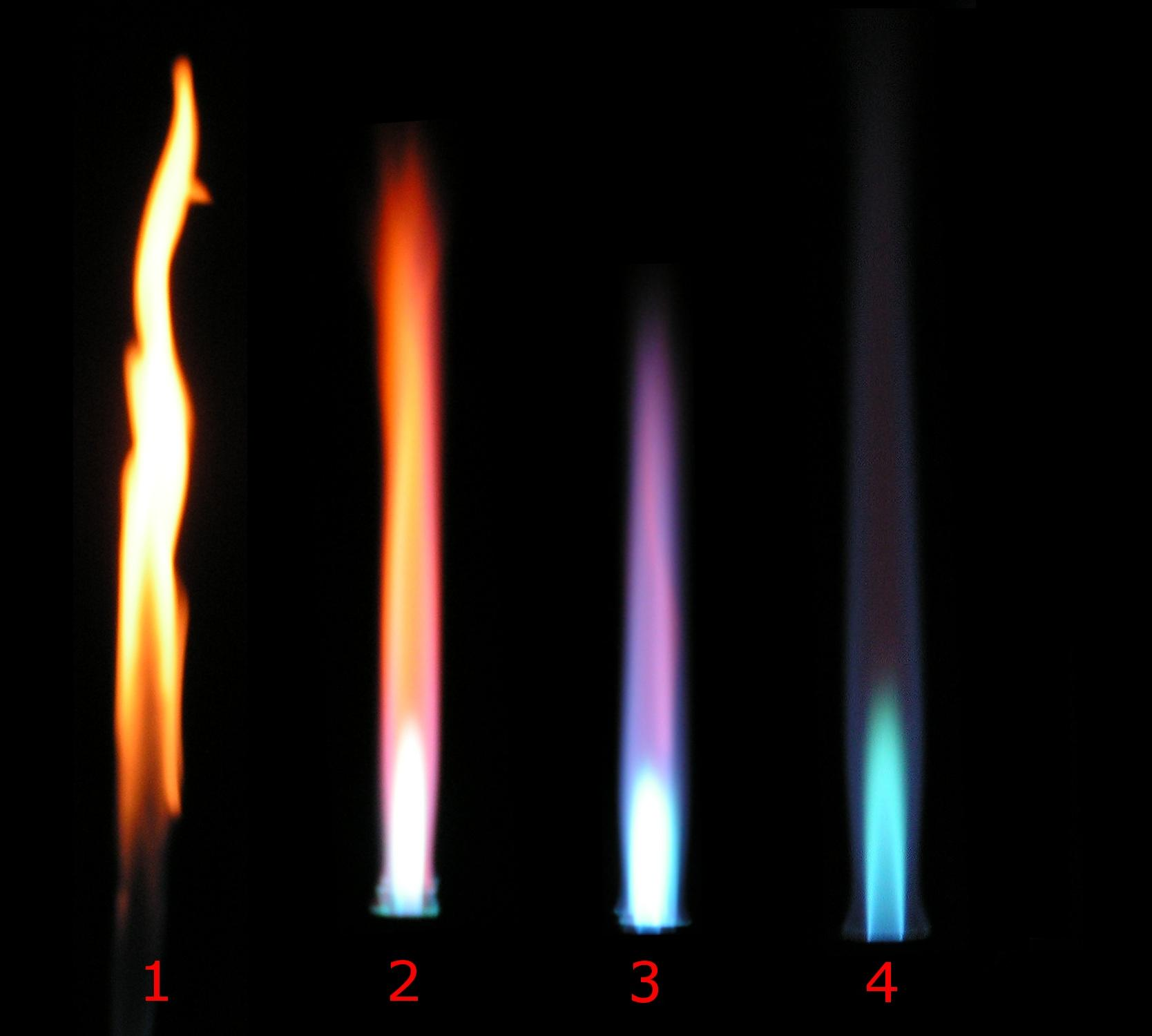
Różne płomienie z palnika Bunsena w zależności od ilości powietrza
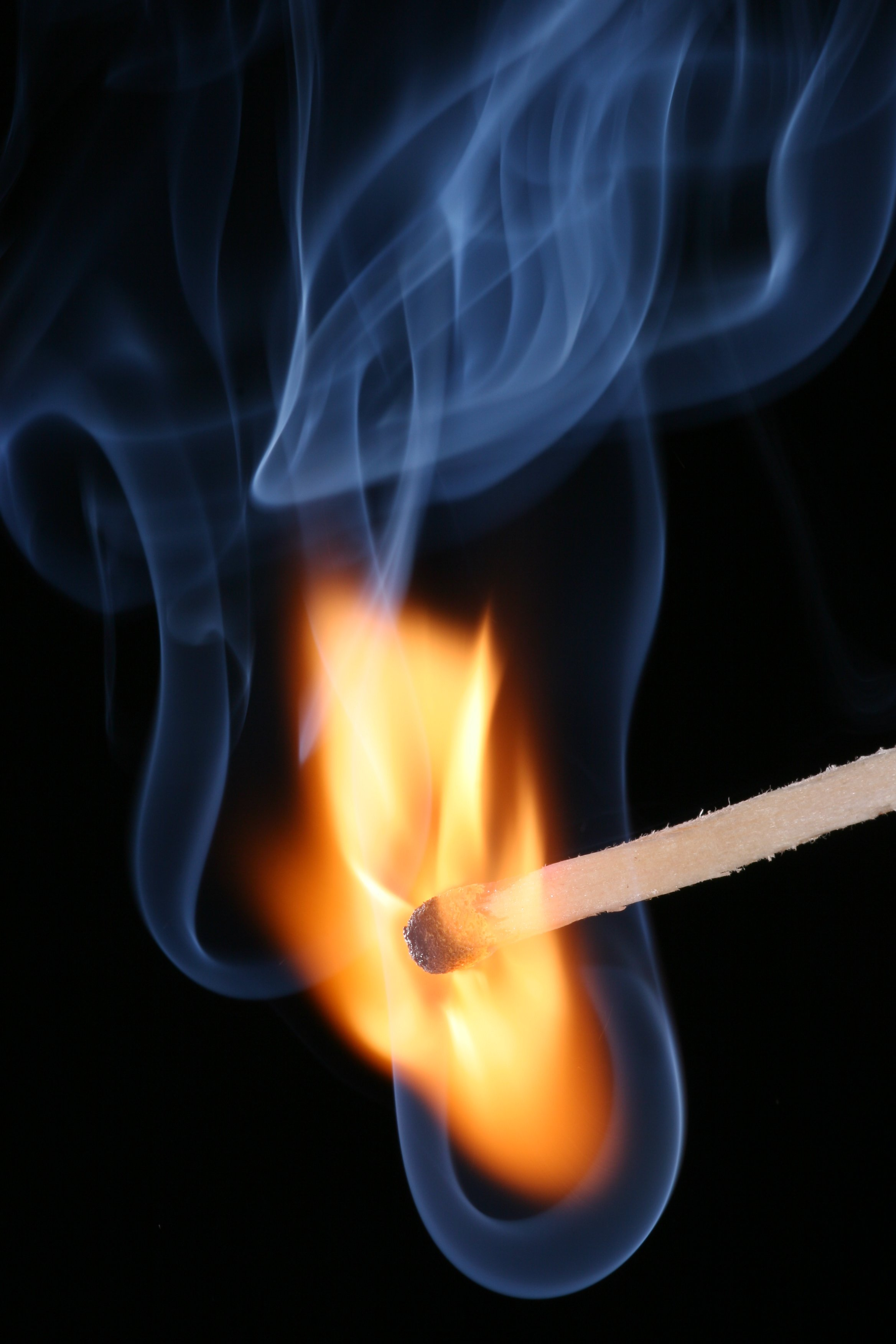
Chaotyczny płomień zapałki